# WTAM

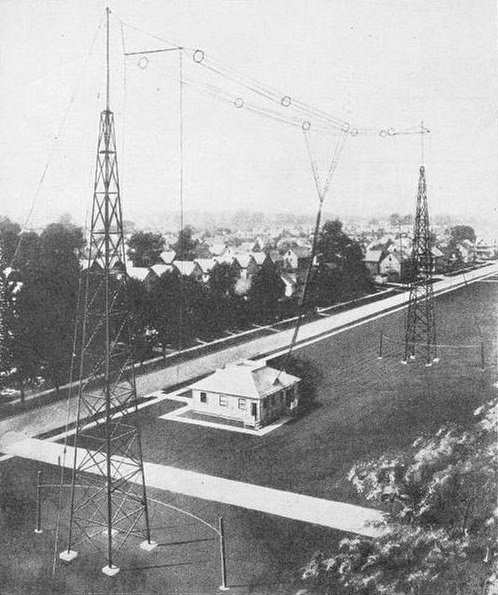
WTAM radio Cleveland Ohio transmitter site, photo prise en 1923.

WTAM est une station de radio américaine diffusant ses programmes en ondes moyennes (1100 kHz) sur Cleveland (Ohio). Son format est axé sur l'information et des débats. 
Cette station commence ses émissions le 26 septembre 1923. 
WTAM diffuse également les matches de baseball des Cleveland Indians, de basket-ball des Cleveland Cavaliers et de football américain des Cleveland Browns, en alternance avec WMMS, autre station de Cleveland du groupe Clear Channel Communications.